# И-700
И-700  — одна из панельно-блочных типовых серий жилых домов, разработанная проектным институтом МНИИТЭП. Годы строительства с 1982 года по 1993. Точечно строилась в Москве.

## Описание
Серийные дома И-700 — это один из последних представителей в эволюции блочных серий жилых домов. В дальнейшем от возведения блочных домов отказались в пользу панельных зданий, скорость возведения которых оказалась выше при меньших затратах строительных материалов и времени возведения.
Данная серия представляет собой двадцатиодно- и двадцатидвухэтажные здания башенного типа. Внутренние стены возведены из бетонных блоков толщиной в 390 мм, а наружные - из сборных трёхслойных навесных панелей общей толщиной в 300 мм. Применение в наружных стенах навесных трёхслойных панелей с эффективным утеплителем взамен бетонных блоков позволило уменьшить трудозатраты и стоимость их возведения. При этом показатели энергоэффективности и теплоизоляции таких панелей даже выше, чем у стен блочных зданий аналогичных серий. В здании присутствуют обширные лоджии размером на квартиру с опорой на продолжения внутренних блочных стен. К другим достоинствам планировок квартир данной серии можно отнести наличие просторных по меркам панельных зданий кухонь в 10 кв.м., а также изолирование всех жилых комнат с отдельным входом из коридоров. Внутри всех однокомнатных и двухкомнатных квартир все стены являются не несущими. Внутри трёхкомнатных квартир несущей является только одна блочная стена толщиной в 390 мм. Таким образом, в данных квартирах существуют широкие возможности по изменению планировок квартир в процессе ремонта, что также является существенным достоинством серии.
Однако применение в наружных стенах трёхслойных панелей имеет и свои недостатки. Со временем после длительной эксплуатации происходит разгерметизация стыков таких панелей, особенно при некачественном монтаже, что приводит к возникновению щелей и мостиков холода. Поэтому дома подвергаются капитальному ремонту с утеплением наружных стен.

## Основные характеристики
| Количество секций (подъездов) | 1 подъезд 2 запасных выхода и один основной                                                 |
| Этажность                     | 21/22 этажа. Исключения: дом в Новогиреево где 19 этажей, Дом на Кировоградской - 24 этажа. |
| Высота потолков               | 2.64                                                                                        |
| Лифты                         | пассажирский и грузопассажирский                                                            |
| Количество квартир на этаже   | 8                                                                                           |

## Площади квартир
| Комнатность          | Общая, м² | Жилая, м² | Кухня, м² |
| 1-комнатная квартира | 34 — 35   | 17 — 19   | 10,5      |
| 2-комнатная квартира | 50 — 56   | 28 — 31   | 10,5      |
| 3-комнатная квартира | 65-66     | 39-41     | 10,5      |

## Строительные конструкции
| Лестницы                 | Сборные железобетонные без общего противопожарного балкона                    |
| Мусоропровод             | С загрузочным клапаном на каждом этаже                                        |
| Вентиляция               | Естественная вытяжная внутри блочных стен в санузлах и кухнях                 |
| Наружные стены           | Трехслойные навесные панели с эффективным утеплителем общей толщиной в 30 см. |
| Внутренние стены         | Выполнены из бетонных блоков толщиной в 390 мм.                               |
| Межкомнатные перегородки | Гипсобетонные панели толщиной 8 см.                                           |
| Междуэтажные перекрытия  | Сборные железобетонные многопустотные плиты толщиной 22 см с пролетом в 6 м.  |
| Несущие стены            | Внутренние продольные и поперечные из бетонных блоков                         |
| Тип кровли               | Плоская с внутренним водостоком                                               |

## Примечание
1. ↑  Т. Г. Маклакова, С. М. Нанасова. Конструкции гражданских зданий. — М.: АВС, 2000.